# Văn hóa Chăm Pa
Chăm Pa có nghĩa theo tiếng Phạn là Nagara Champa (Vương quốc Chiêm Thành). Ngoài ra Chăm Pa còn là một loài hoa có màu trắng và rất thơm ở Ấn Độ. Tên Chăm Pa được nước ta gọi theo người Trung Quốc và thường được gọi là người Chăm.

## Điều kiện hình thành

### Dân tộc
Trong lịch sử ghi lại, người Chăm Pa sử dụng ngôn ngữ malayo-polynesian. Ngoài ra còn có 2 tộc người cùng chủng tộc với người ChamPa là Djarai, Rado.
Ngoài ra, theo như truyền thuyết, trong lịch sử vương quốc Chăm Pa các mối xung đột thường được giải quyết để duy trì sự thống nhất của đất nước thông qua hôn nhân. Bên cạnh người Chăm, chủ nhân vương quốc Chăm Pa xưa cũng có cả các tộc người thiểu số gốc và Mon-Khmer và ở phía Bắc Chăm Pa cũng có cả người Việt.

### Đặc điểm con người
Người Champa: có gốc người da đen, mắt sâu, tóc quăn, mũi hếch. Y phục: dùng mảnh vải quấn quanh người từ phải sang trái, mùa đông mặc áo dài. Những người quý tộc hoặc vua thường đi giày da. Bối tóc, phụ nữ bối thành h́ình cái bầu; xâu lỗ tai, đeo hoa tai bằng kim loại.

## Thành tựu chủ yếu

### Kinh tế
Ban đầu đã có một số giả thuyết cho rằng người Chăm làm nên nền kinh tế của Chăm Pa dựa trên sự cướp bóc bằng đường biển là chủ yếu giống như Srivijaya. Mặc dù trong thế kỷ XVIII-XIX đã có không ít tù nhân được mua về ở Chăm Pa. Sau này các nhà khoa học đã tìm ra rằng cư dân Chăm Pa là những thương nhân rất giỏi, nhờ vào địa hình có rừng và biển nên trong thời kỳ này Chăm Pa đã có một mặt hàng xuất khẩu nổi tiếng là cây Trầm.
Trong thời kỳ này, người ta đã biết lấy bông ra dệt vải bông và đã đạt được một trình độ phát triên cao, chỉ được dùng để cống phẩm cho những nước lớn hoặc những gia đình giàu có, nhà vua mới được sử dụng trong mùa đông.

### Kiến trúc
Từ Đèo Ngang vào đến Phan Thiết, có thể bắt gặp những ngôi tháp Chăm nhiều tầng, phía trên mở rộng và thon vút như hình bông hoa. Mặt tường ngoài của tháp được chạm khắc hình hoa lá, chim muông, vũ nữ cùng với đường nét tinh xảo. Tháp Chăm là công trình kiến trúc tôn giáo của vương quốc Chăm Pa cổ xưa, mang đặc trưng của kiến trúc Ấn Độ giáo. Cho đến hôm nay, màu gạch vẫn đỏ tươi như mới. Hoa văn được chạm khắc, gọt đẽo ngay trên gạch, một điều ít thấy có trong kỹ thuật xây dựng và kiến trúc. Đặc biệt hơn hết là ở giữa các viên gạch không có mạch, lấy dao tích vào cũng không lạch được vào mạch xây, tiêu biểu cho những công trình này như: Tháp Po Nagar (Khánh Hoà), Tháp Po Sha Inư (Bình Thuận)

### Tín ngưỡng
Theo như sử sách, Indravarman là vị vua Chăm đầu tiên theo Phật giáo Đại thừa và xem đây là tôn giáo chính thức. Ở trung tâm của Indrapura, đã xây dựng một tu viện Phật giáo (vihara) để thờ bồ tát Lokesvara (Quán Thế Âm). Di tích này đă bị hủy hoại trong chiến tranh Việt Nam, chỉ còn lại một số hình ảnh và bản vẽ từ trước chiến tranh.Người Chăm trước đó theo đạo Đức Tin.Thờ thần Shiva,..

### Âm nhạc
Trong suốt quá trình lịch sử, dù trải qua bao thăng trầm và biến đổi của xã hội, người Chăm vẫn luôn lưu giữ những giá trị âm nhạc truyền thống độc đáo của mình, đồng thời tiếp thu có chọn lọc những dòng âm nhạc của tộc người khác để tạo cho âm nhạc Chăm một sắc thái phong phú và đa dạng.
So với các quốc gia Đông Nam Á chịu sự ảnh hưởng của âm nhạc Ấn Độ thì xu hướng bản địa hóa của người Chăm là mạnh nhất. Ngược dòng lịch sử ngay từ đầu công nguyên, văn hóa Ấn Độ và Trung Đông đã xâm nhập vào các quốc gia Đông Nam Á, trong số đó có vương quốc Champa.
Tuy nhiên âm nhạc Ấn Độ tiến đến vùng đất của người Chăm qua các quốc gia trung gian như Java, Mã Lai và nó bị bản địa hóa nên chỉ làm phong phú thêm chứ không đồng hóa được nghệ thuật âm nhạc Champa. Chúng ta có thể thấy một số ca khúc mang âm hưởng dân ca Chăm vẫn ít nhiều chịu ảnh hưởng âm giai Ả Rập hoặc Ấn Độ. 
Hơn nữa, người Chăm có một nền âm nhạc bản địa đậm nét truyền thống Đông Nam Á, do đó âm nhạc truyền thống Chăm đã ít nhiều chịu ảnh hưởng trực tiếp của nền văn minh Đông Nam Á trên các phương diện vật chất (thị tộc mẫu hệ) và tôn giáo tín ngưỡng (đa thần, vật linh, tổ tiên).
Bắt nguồn từ hoàn cảnh lịch sử như thế cho nên ở âm nhạc truyền thống Chăm đã từng có 3 hình thái, bao gồm: thế tục, cung đình và nghi lễ. Những hình thái âm nhạc thế tục, cung đình và nghi lễ cùng với nhiều thành tố văn hóa khác không tách biệt riêng lẻ mà có tương tác, hòa nhập lẫn nhau, trong đó hình thái âm nhạc nghi lễ tôn giáo đóng vai trò chủ yếu.